# Mikkel Poulsen
Mikkel Adrup Poulsen (* 17. Oktober 1984 in Hvidovre) ist ein dänischer Curler.
Poulsens größter Erfolg war bisher der Gewinn der Silbermedaille bei der Weltmeisterschaft 2016. Als Second zog er mit dem dänischen Team um Skip Rasmus Stjerne nach einem Halbfinalsieg gegen die US-Amerikaner mit Skip John Shuster in das Finale ein. Das Spiel gegen die kanadische Mannschaft um Kevin Koe ging mit 3:5 verloren.
Bei den Curling-Europameisterschaften gewann er 2010 als Second im Team von Rasmus Stjerne die Silbermedaille. 2007 und 2011 gewann er die Bronzemedaille, 2012 und 2013 wurde er Vierter.
Als Alternate spielte Poulsen bei den Olympischen Winterspielen 2010 in Vancouver im Team Dänemark mit Skip Ulrik Schmidt, Third Johnny Frederiksen, Second Bo Jensen und Lead Lars Vilandt. Die Mannschaft belegte den neunten Platz. Bei den Olympischen Winterspielen 2014 spielte er als Second, diesmal mit Rasmus Stjerne als Skip. Die Mannschaft kam auf den sechsten Platz. Im Dezember 2017 sicherte er Dänemark als Second im Team von Stjerne (Skip), Johnny Frederiksen (Third), Oliver Dupont (Lead) und Morten Berg Thomsen (Alternate) durch einen Finalsieg gegen die tschechische Mannschaft beim Olympischen Qualifikationsturnier in Pilsen einen der beiden letzten Startplätze für die Olympischen Winterspiele 2018 in Pyeongchang. Dort kam er mit dem dänischen Team nach zwei Siegen und sieben Niederlagen in der Round Robin auf den zehnten und letzten Platz.
Im März 2018 erklärte er zusammen mit seinen Teamkollegen den vorläufigen Rücktritt vom Curling-Sport.